# Kultur och natur
Kultur och natur är en svensk svartvit stumfilm från 1919 med regi och manus av Ivar Berthel. I rollerna ses Tage Almqvist, Anna-Lisa Mattson, Helga Hempel och Gösta Cronhamn.

## Om filmen
Inspelningen ägde rum på olika platser i Lappland (bland annat Abisko, Torneträsk och Pålnoviken) med Marius Holdt som fotograf. Filmen var ett försök att förena dokumentärfilmsbilder med en intrig, men framstod inte särskilt lyckosam i kritikernas ögon. Den hade premiär 27 oktober 1919 på biograf Odéon i Stockholm.

## Handling
Tre förväntansfulla studenter reser med tåg från Stockholm till Abisko. Med på tåget finns Karin och en av studenterna, Sven, fattar tycke för henne. Väl framme i Abisko fördjupar de kontakten och gör utflykter tillsammans, bland annat till en samisk by. Där stöter Sven på flickan Sissel och han överger Karin till förmån för henne. Nila är dock också förälskad i Sissel och det hela leder till ett stort slagsmål mellan Sven och Nila. Dagen efter hittar Karin Sissel knivmördad och bredvid henne ligger Svens kniv. Sven grips för mordet, men polisen hittar senare Nilas mössa bredvid liket och förstår då att Nila är den skyldige. Nila flyr, men tar senare sitt liv genom att kasta sig i forsen. Sven och Karin återförenas och blir till slut ett par.

## Rollista
- Tage Almqvist – Sven Nordman, student
- Anna-Lisa Mattson – Karin Storm
- Helga Hempel – Sissel, lappflicka
- Gösta Cronhamn – Nila, lappojken